# Kapela sv. Križa, Bukovnica
Kapela sv. Križa stoji v vasi Bukovnica, ob cesti na zahodnem robu naselja. Vas spada v župnijo Bogojino in občino Moravske Toplice.

## Opis in nastanek kapele
Verni vaščani so ob začetku vasice z bogojanske strani leta 1905 zgradili kapelo, posvečeno Povišanju Sv. križa in Žalostni Materi božji. Tako so zapisali na sveže ometan zid v njej. Danes ji domačini pravijo kar kratko Kapela sv. križa.
Leta 1922 je bil blagoslovljen zvon. V letu 1960 pa so v kapelo napeljali elektriko. Streho so obnovili leta 1977, zvonik in zidove pa so pred vlago zavarovali z izolacijo. Leta 1992 je bil elektrificiran zvon. Leta 1995 - ob njeni 90-letnici - so obnovili fasado in naslednje leto so zamenjali vhodna vrata. Leta 2001 so obnovili električno napeljavo. Ob 100-letnici so obnovili še oltar.

## Arhitektura
Kapela je pravokotnega tlorisa s tristranim zaključkom. Zvonik pa je v osi tj. v sredini glavne fasade. Zgrajena je bila v prvi tretjini 20. stoletja.